# Chevsuretibergen
Chevsuretibergen (georgiska: ხევსურეთის ქედი, Chevsuretis kedi) är en bergskedja i Georgien. Den ligger i den nordöstra delen av landet, i regionen Mtscheta-Mtianeti. Chevsuretibergen är en del av Stora Kaukasus.